# Угаф
Угаф Ху-тауї-Ра — давньоєгипетський фараон, відповідно до Туринського папірусу був першим правителем XIII династії.

## Життєпис
На думку низки єгиптологів першим фараоном XIII династії був Себекхотеп I, а Угаф був наступником Аменемхета VII, а на початок списку його поставили через помилку писаря.
Судячи з усього, Угаф не мав царського походження та, можливо, до сходження на престол був старшим воєначальником.